# Dompierre-en-Morvan
Pour les articles homonymes, voir Dompierre.
Dompierre-en-Morvan est une commune française située dans le département de la Côte-d'Or, en région Bourgogne-Franche-Comté.

## Géographie
Comme son nom l'indique, Dompierre se situe au nord du massif du Morvan, à sa limite avec l'Auxois.

### Climat
Pour des articles plus généraux, voir Climat de la Bourgogne-Franche-Comté et Climat de la Côte-d'Or.
En 2010, le climat de la commune est de type climat des marges montargnardes, selon une étude du Centre national de la recherche scientifique s'appuyant sur une série de données couvrant la période 1971-2000. En 2020, Météo-France publie une typologie des climats de la France métropolitaine dans laquelle la commune est exposée à un climat océanique altéré et est dans la région climatique  Lorraine, plateau de Langres, Morvan, caractérisée par un hiver rude (1,5 °C), des vents modérés et des brouillards fréquents en automne et hiver. 
Pour la période 1971-2000, la température annuelle moyenne est de 9,9 °C, avec une amplitude thermique annuelle de 15,9 °C. Le cumul annuel moyen de précipitations est de 913 mm, avec 12,4 jours de précipitations en janvier et 8,2 jours en juillet. Pour la période 1991-2020, la température moyenne annuelle observée sur la station météorologique de Météo-France la plus proche, « Semur En Auxois_sapc », sur la commune de Semur-en-Auxois à 13 km à vol d'oiseau, est de 11,2 °C et le cumul annuel moyen de précipitations est de 778,0 mm,. Pour l'avenir, les paramètres climatiques de la commune estimés pour 2050 selon différents scénarios d'émission de gaz à effet de serre sont consultables sur un site dédié publié par Météo-France en novembre 2022.

## Urbanisme

### Typologie
Au 1er janvier 2024, Dompierre-en-Morvan est catégorisée commune rurale à habitat très dispersé, selon la nouvelle grille communale de densité à 7 niveaux définie par l'Insee en 2022.
Elle est située hors unité urbaine. Par ailleurs la commune fait partie de l'aire d'attraction de Semur-en-Auxois, dont elle est une commune de la couronne,. Cette aire, qui regroupe 54 communes, est catégorisée dans les aires de moins de 50 000 habitants,.

### Occupation des sols
L'occupation des sols de la commune, telle qu'elle ressort de la base de données européenne d’occupation biophysique des sols Corine Land Cover (CLC), est marquée par l'importance des territoires agricoles (83,8 % en 2018), une proportion identique à celle de 1990 (83,8 %). La répartition détaillée en 2018 est la suivante : prairies (50,4 %), terres arables (32,3 %), forêts (16,2 %), zones agricoles hétérogènes (1,1 %). L'évolution de l’occupation des sols de la commune et de ses infrastructures peut être observée sur les différentes représentations cartographiques du territoire : la carte de Cassini (XVIIIe siècle), la carte d'état-major (1820-1866) et les cartes ou photos aériennes de l'IGN pour la période actuelle (1950 à aujourd'hui).

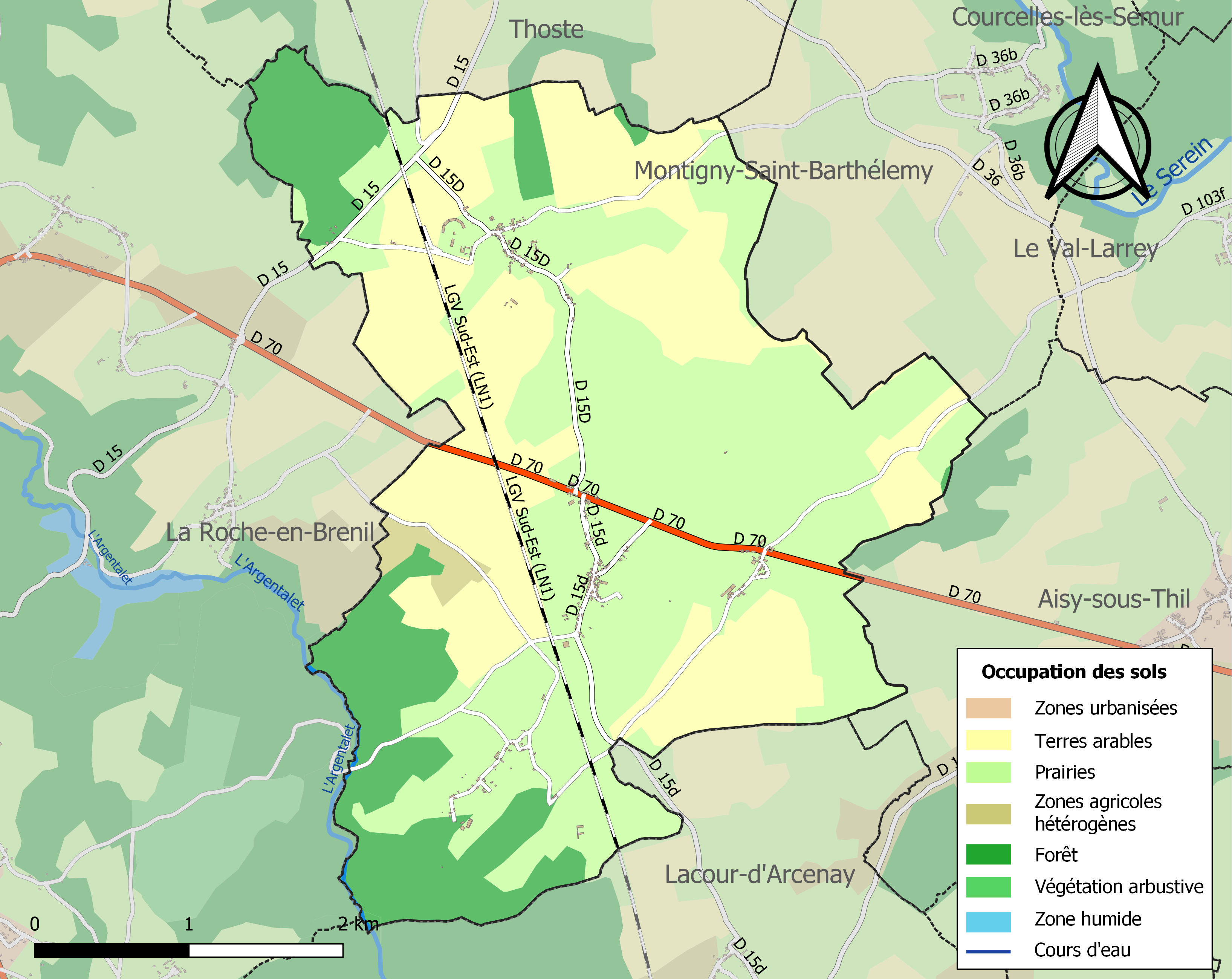
Carte des infrastructures et de l'occupation des sols de la commune en 2018 (CLC).

## Histoire
Dompnus Petrus (1151) selon Claude Courtépée.

### Dompierre de France
Dompierre fait partie de l'Association des Dompierre-de-France regroupant 23 communes françaises dont le nom comporte Dompierre. Chaque année, une commune différente accueille la fête. Dompierre-en-Morvan n'a jamais accueilli ses cousins Dompierrois et Dompierrais ni pour la fête Nationale, ni pour l'Assemblée Générale. En 2013, la fête nationale a eu lieu le 1er week-end de juillet à Dompierre-les-Ormes en Saône-et-Loire.

## Politique et administration
| Période                                  | Période            | Identité                | Étiquette | Qualité                         |
| ---------------------------------------- | ------------------ | ----------------------- | --------- | ------------------------------- |
| ?                                        | 4 mai 1800 (décès) | Jean Moreau             | -         | -                               |
| mai 1800                                 | Fin 1803           | Marie Claude Champion   | -         | -                               |
| janvier 1804                             | juin 1813          | Jacque Noirot           | -         | -                               |
| juin 1813                                | avril 1815         | Marie Claude Champion   | -         | -                               |
| mai 1815                                 | juin 1815          | Pierre Didier Desserey  | -         | -                               |
| juin 1815                                | janvier 1816       | Jacque Prudhomme        | -         | -                               |
| février 1816                             | septembre 1830     | Emiland Noirot          | -         | -                               |
| octobre 1830                             | 1853               | François Desserey       | -         | -                               |
| 1853                                     | août 1860          | Marie Stephen De Moréal | -         | -                               |
| août 1860                                | octobre 1870       | Nicolas Noirot          | -         | -                               |
| octobre 1870                             | février 1871       | Marie Stephen De Moréal | -         | Délégué faisant fonction        |
| février 1871                             | mai 1871           | François Grossetête     | -         | Délégué faisant fonction        |
| mai 1871                                 | janvier 1878       | François Grossetête     | -         | -                               |
| janvier 1878                             | avril 1881         | Pierre Bertheau         | -         | -                               |
| mai 1881                                 | décembre 1886      | François Grossetête     | -         | -                               |
| janvier 1887                             | juin 1890          | Jacques Tripier         | -         | -                               |
| juillet 1890                             | octobre 1890       | Auguste Legros          | -         | 1er conseiller faisant fonction |
| octobre 1890                             | mai 1896           | François Grossetête     | -         | -                               |
| juin 1896                                | novembre 1897      | Pierre Simon            | -         | -                               |
| décembre 1897                            | mai 1900           | Jean Rousselet          | -         | -                               |
| mai 1900                                 | mai 1904           | Louis Arbillot          | -         | -                               |
| mai 1904                                 | 1943               | Louis Moreau            | -         | Agriculteur                     |
| 1943                                     | 1944               | Emile Grossetête        | -         | -                               |
| 1944                                     | 1959               | Emile Moreau            | -         | Agriculteur                     |
| 1959                                     | 1963               | Marcel Allard           | -         | -                               |
| 1963                                     | 1983               | Roger Devry             | -         | Agriculteur en retraite         |
| mars 1983                                | mars 2001          | Marcel Guyot            | SE        | Agriculteur en retraite         |
| mars 2001                                | mars 2008          | Jean Saynac             | -         | -                               |
| mars 2008                                | mars 2014          | Bruno de Chassey        | -         | -                               |
| mars 2014                                | 5 mars 2025        | Michel Gaillardin       | -         | Artisan                         |
| Les données manquantes sont à compléter. |                    |                         |           |                                 |

## Démographie
L'évolution du nombre d'habitants est connue à travers les recensements de la population effectués dans la commune depuis 1793. Pour les communes de moins de 10 000 habitants, une enquête de recensement portant sur toute la population est réalisée tous les cinq ans, les populations de référence des années intermédiaires étant quant à elles estimées par interpolation ou extrapolation. Pour la commune, le premier recensement exhaustif entrant dans le cadre du nouveau dispositif a été réalisé en 2004.

En 2022, la commune comptait 200 habitants, en évolution de −6,98 % par rapport à 2016 (Côte-d'Or : +0,82 %, France hors Mayotte : +2,11 %).
| 1793 | 1800 | 1806 | 1821 | 1831 | 1836 | 1841 | 1846 | 1851 |
| ---- | ---- | ---- | ---- | ---- | ---- | ---- | ---- | ---- |
| 563  | 559  | 556  | 611  | 611  | 651  | 623  | 605  | 633  |

| 1856 | 1861 | 1866 | 1872 | 1876 | 1881 | 1886 | 1891 | 1896 |
| ---- | ---- | ---- | ---- | ---- | ---- | ---- | ---- | ---- |
| 591  | 588  | 602  | 541  | 545  | 520  | 516  | 476  | 436  |

| 1901 | 1906 | 1911 | 1921 | 1926 | 1931 | 1936 | 1946 | 1954 |
| ---- | ---- | ---- | ---- | ---- | ---- | ---- | ---- | ---- |
| 449  | 460  | 425  | 344  | 321  | 291  | 267  | 275  | 248  |

| 1962 | 1968 | 1975 | 1982 | 1990 | 1999 | 2004 | 2006 | 2009 |
| ---- | ---- | ---- | ---- | ---- | ---- | ---- | ---- | ---- |
| 267  | 218  | 204  | 161  | 163  | 200  | 209  | 206  | 225  |

| 2014 | 2019 | 2022 | - | - | - | - | - | - |
| ---- | ---- | ---- | - | - | - | - | - | - |
| 213  | 203  | 200  | - | - | - | - | - | - |

## Culture locale et patrimoine

### Lieux et monuments
La commune compte 1 monument inscrit à l'inventaire des monuments historiques, 6 monuments ou édifices répertoriés à l'inventaire général du patrimoine culturel, 2 éléments répertoriés à l'inventaire des monuments historiques et 2 objets répertoriés à l'inventaire général du patrimoine culturel.
- Château de Villars  Classé MH (1979)[21] remanié en 1767 par François de Chastenay à l'emplacement d'un ancien château (XVIe ou XVIIe siècle) qui figure sur les cartes de Cassini. De plan général rectangulaire, la façade au sud présente un fronton qui surmonte une avancée en alignement sur deux ailes mansardées. C'est une propriété privée.
- Église Saint-Pierre : d'origine romane XIIe siècle elle a été remaniée à plusieurs reprises et les ouvertures en plein-cintre côtoient celles en arcs brisés. Le massif clocher roman à toit pyramidal est percé par deux ouvertures simples par côté, bien que repris au XVIIIe siècle à la suite d'un incendie, il a gardé son caractère original, il surmonte le transept en partie repris également au XVIIIe siècle, sa croisée et le chœur qui lui fait suite sont restés de la première époque. À l'intérieur, plusieurs vitraux et une statue de Saint-Pierre assis  Classé MH (1913)[22] sont répertoriés à l'inventaire du patrimoine culturel.

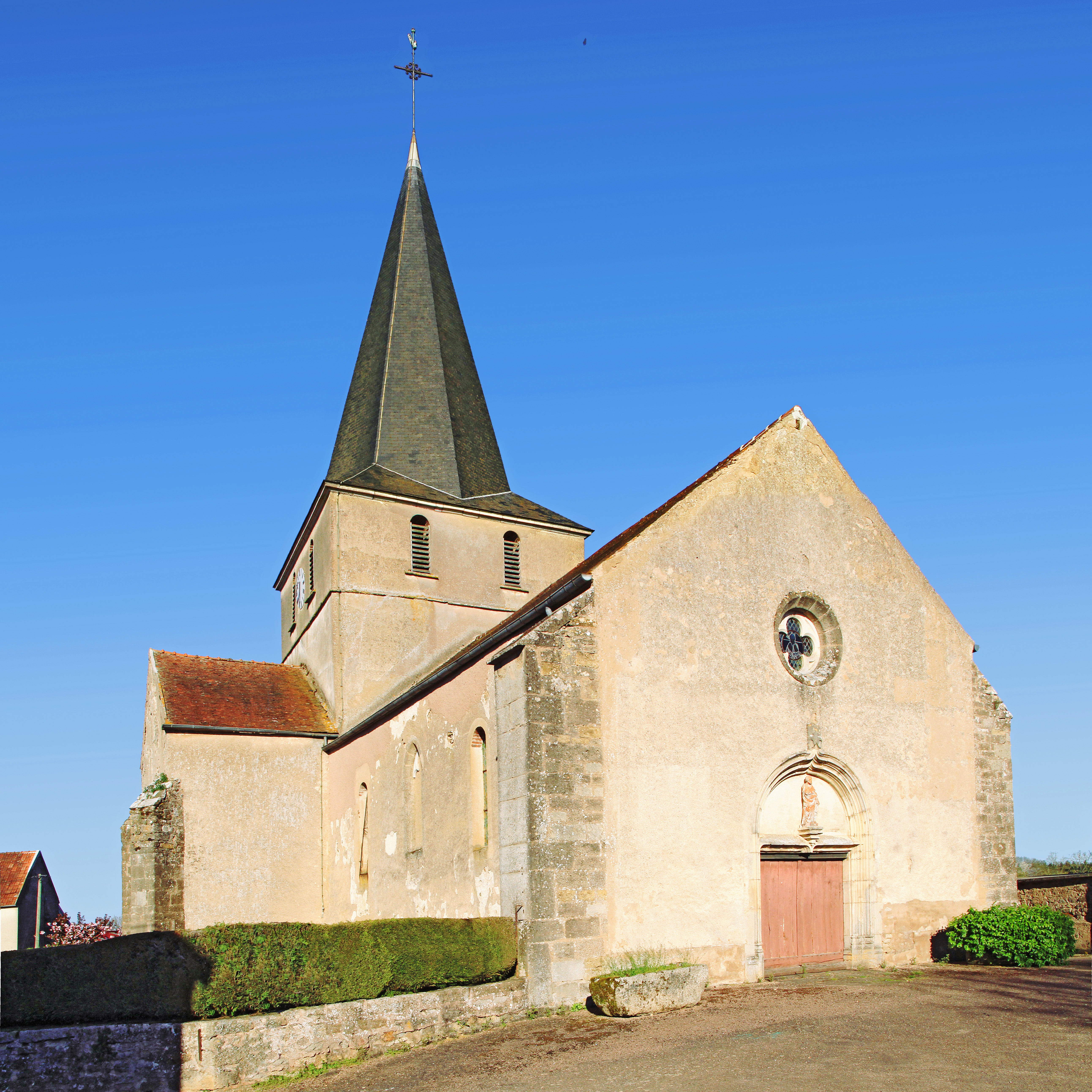
Église Saint-Pierre.
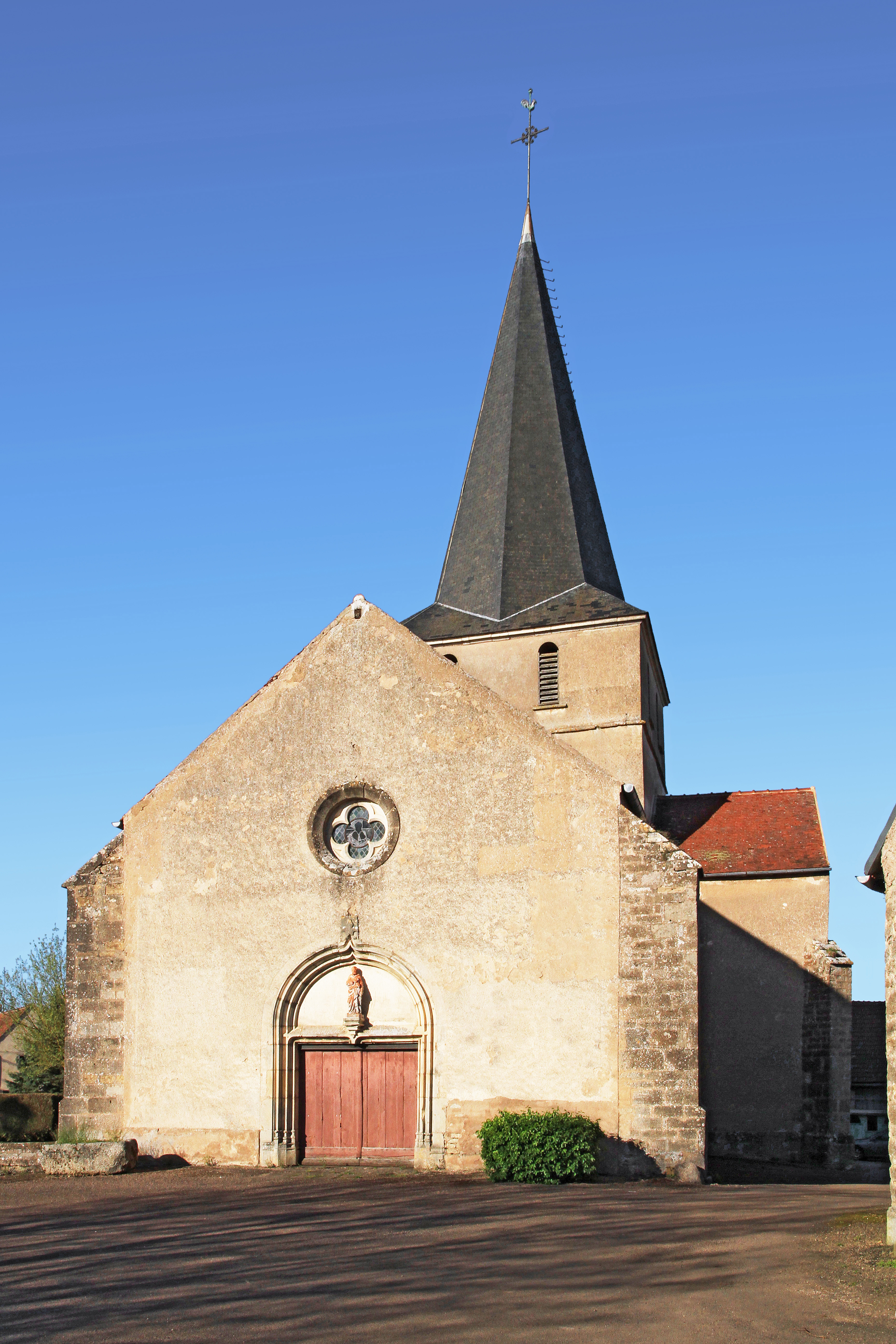
Façade au sud-ouest.
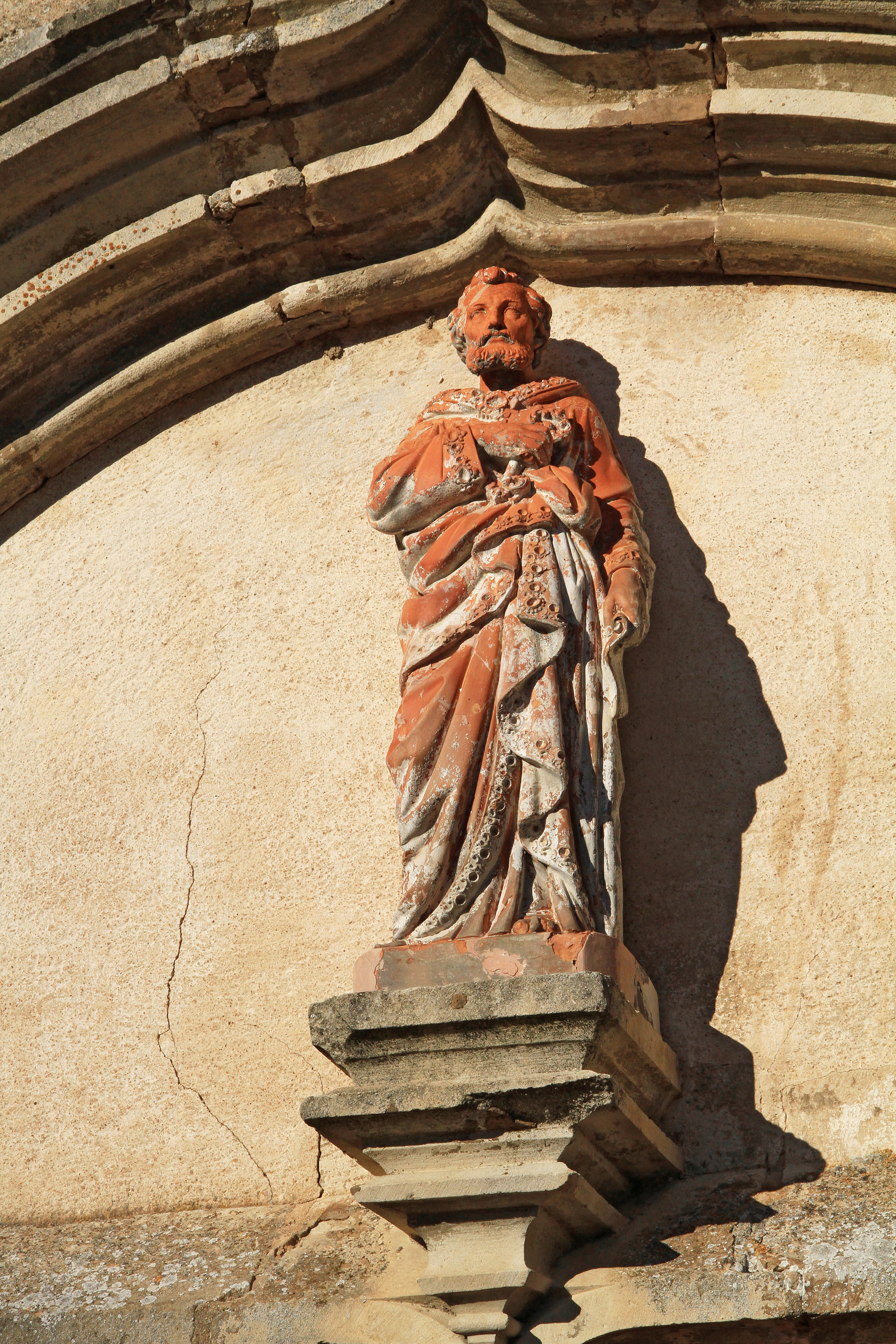
Statue de Saint-Pierre en façade.
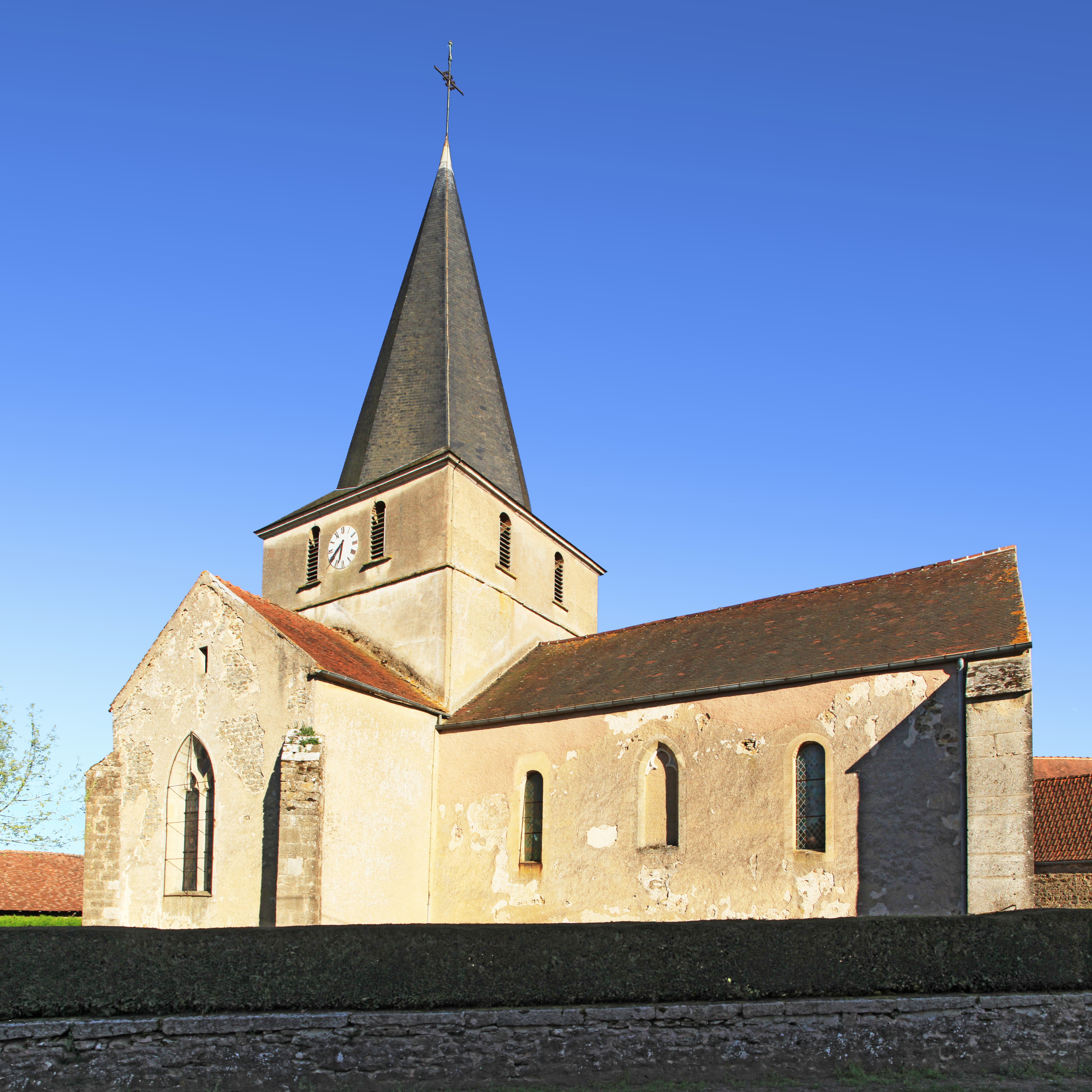
Côté et transept nord-ouest.